# Nelson Arellano Roa
Nelson Antonio Arellano Roa (Cordero, 22 de marzo de 1934 - San Cristóbal, 6 de junio de 2003) fue un sacerdote católico, militar, escritor y periodista venezolano; director durante muchos años del Diario Católico de San Cristóbal.

## Biografía

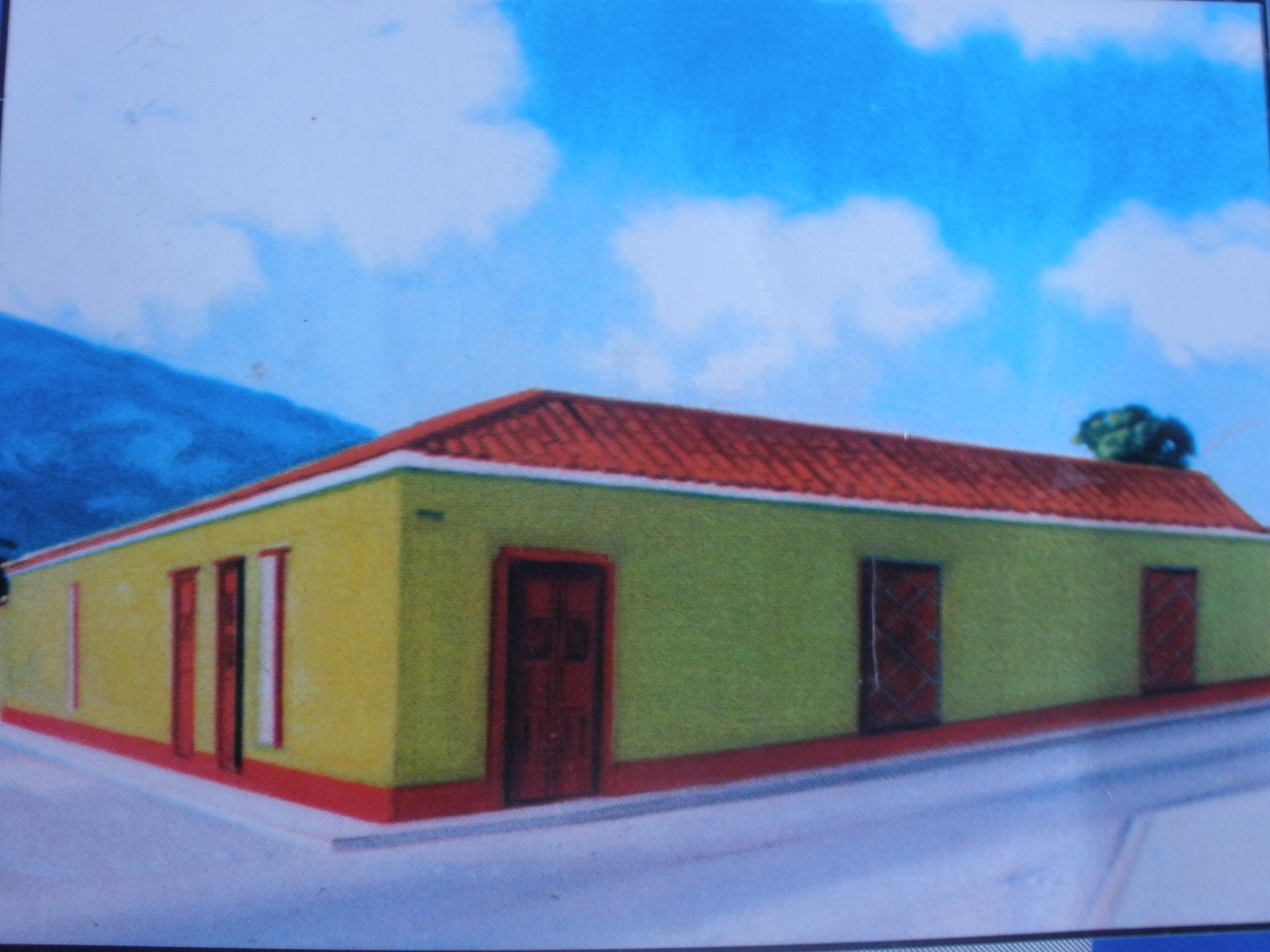
Casa natal de Nelson Arellano Roa en Cordero, estado Táchira.

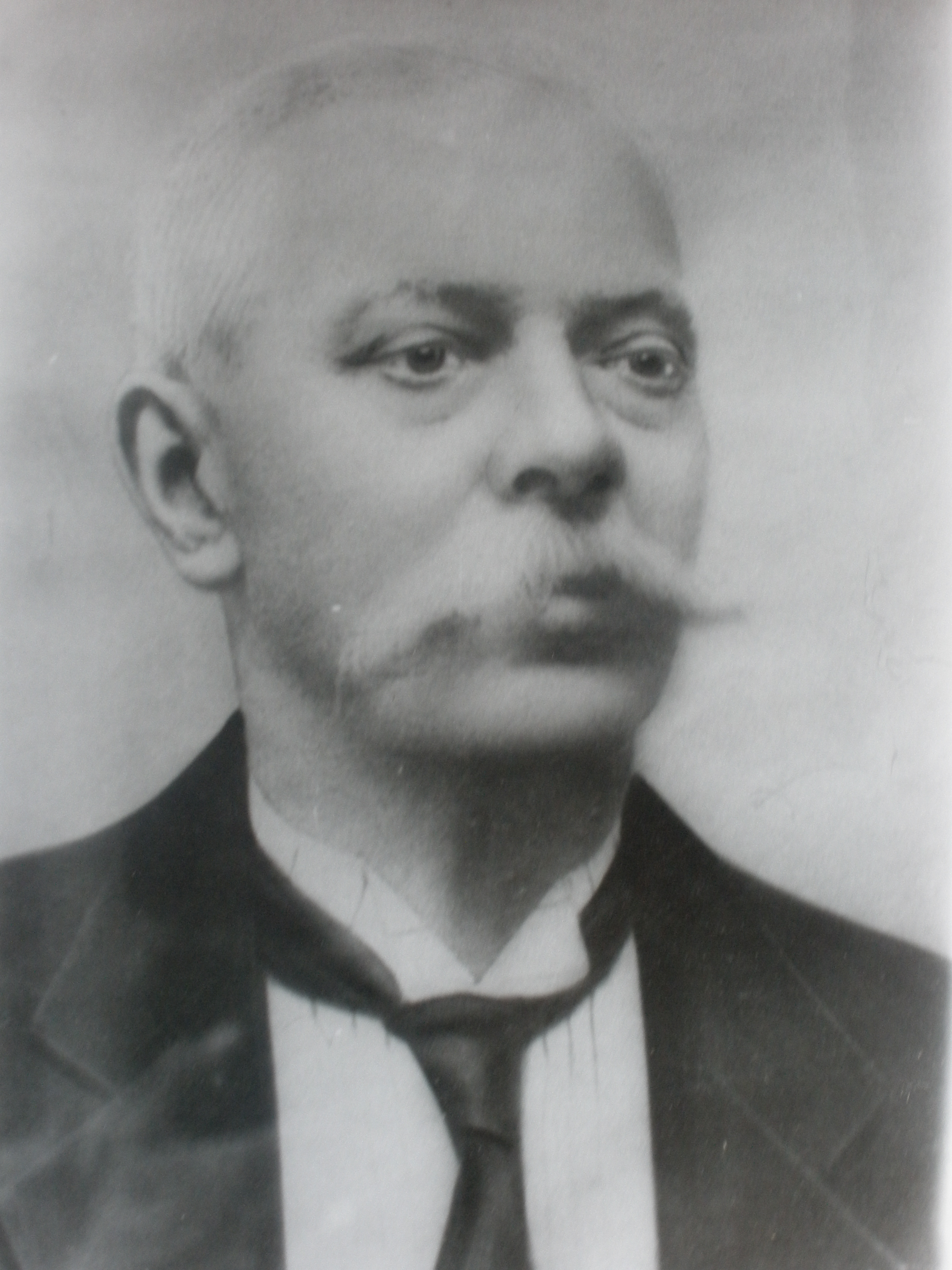
Juan Pablo Roa, abuelo materno.

### Primeros años
Sus padres fueron Aquilino Arellano Belandria e Isabel de la Merced Roa de Arellano. Era el séptimo de un total de once hermanos. Fue pariente de Marco Tulio Ramírez Roa (obispo de Cabimas y de San Cristóbal), Domingo Roa Pérez (obispo de Calabozo y arzobispo de Mérida, Maracaibo y el Vigía), Rafael Ángel González (obispo de Barinas), el presbítero Juan Eduardo Ramírez Roa y de monseñor Edgar Roa.
Nelson Arellano Roa estudió en el colegio Don Bosco de Cordero desde 1940 a 1946. A los doce años ingresó al Seminario Diocesano Santo Tomas de Aquino de San Cristóbal. Pudo estudiar allí gracias a las becas perpetuas que había dejado su abuelo materno Juan Pablo Roa en los seminarios diocesanos de San Cristóbal y Mérida, con la finalidad de que sus descendientes se hicieran sacerdotes. Egresó con el título de bachiller en Filosofía y Letras en julio de 1951.

### Sacerdocio

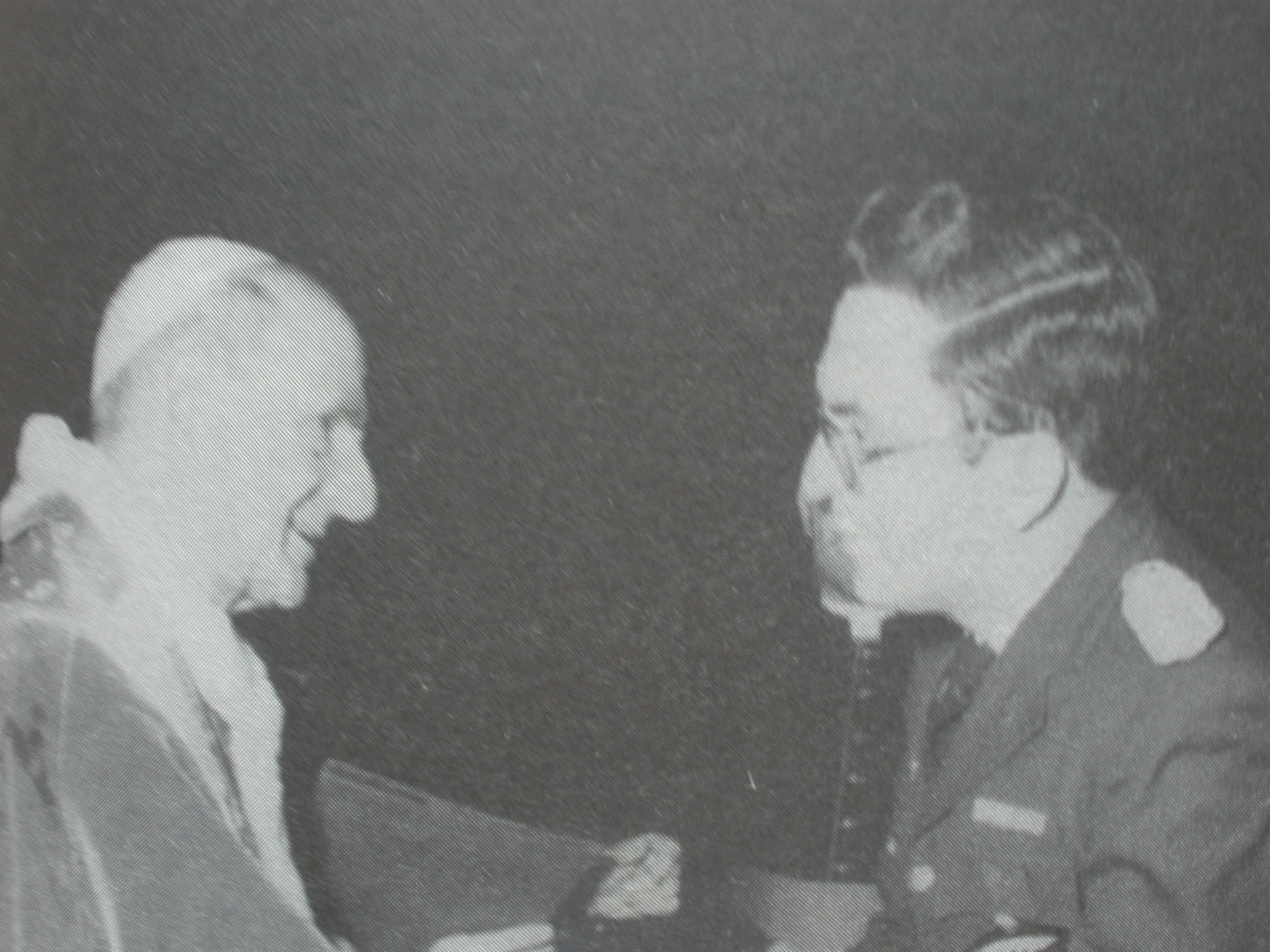
Nelson Arellano Roa con el papa Pablo VI, Roma, 1975.

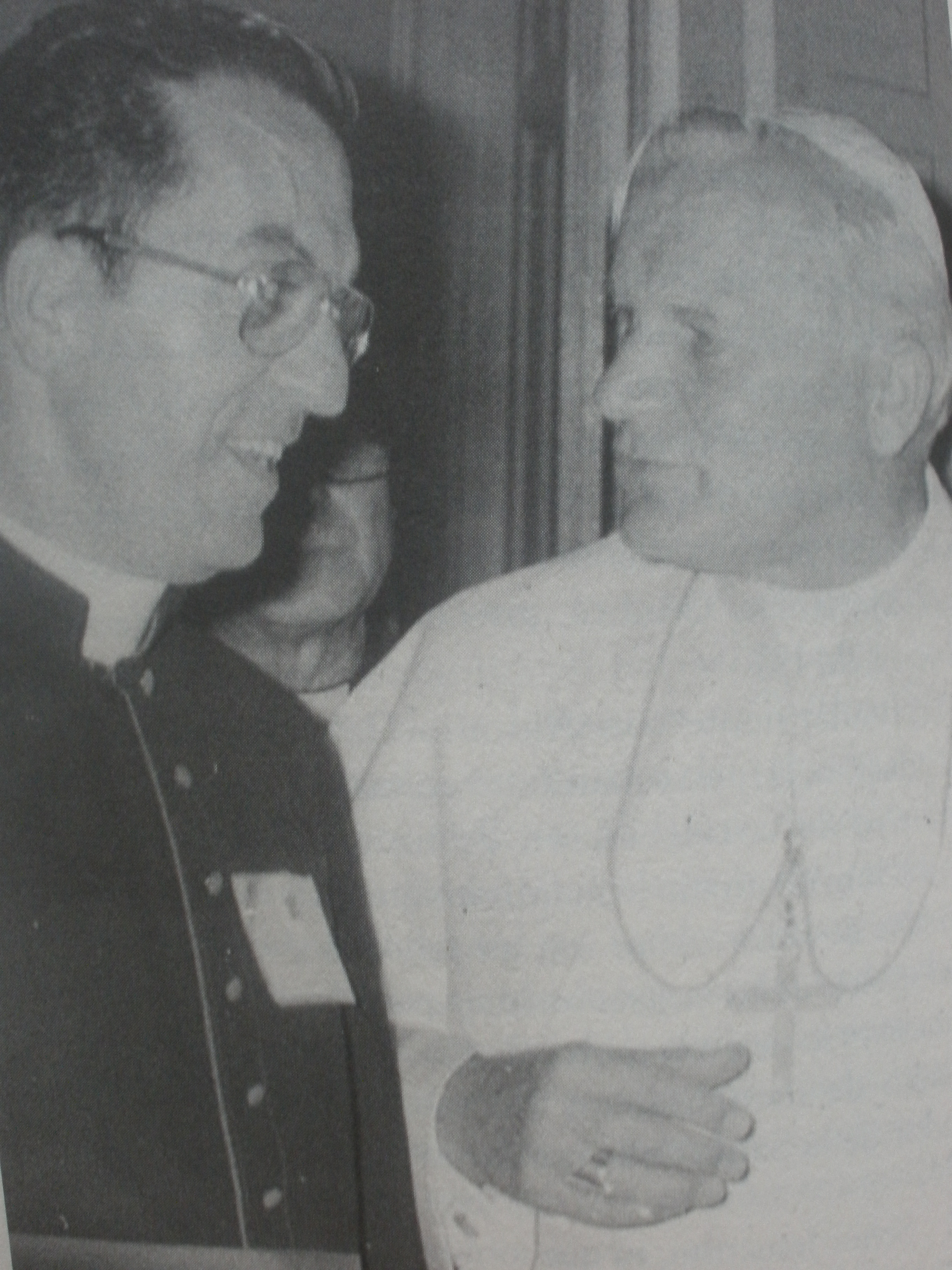
Nelson Arellano Roa con el papa Juan Pablo II, Caracas 1985.

En mayo de 1954, solicitó el Ostiariado y el Lectorado. Obtuvo el subdiaconado en marzo de 1956 y el diaconado en septiembre de ese año, en el seminario San Tomás de Aquino de San Cristóbal. Fue ordenado sacerdote el 9 de junio de 1957, de manos de Alejandro Fernández Feo, obispo de San Cristóbal. Estudió Cuestión Social en el Centro Internacional Pio XII de Roma en 1962. 
Arellano Roa obtuvo los siguientes nombramientos: 
- 1957: vicario cooperador de Santa Ana de Táchira.
- 1958: vicario sustituto de Seboruco.
- 1959: vicario sustituto del Espíritu Santo en La Grita. Vicario cooperador de Táriba (en junio).
- 1960: vicario cooperador de la parroquia Coromoto.
- 1961: vicario cooperador de Abejales. Vicario cooperador de Nuestra Señora del Carmen en San Cristóbal.
- 1963: secretario coordinador del Secretariado Diocesano. Notario de la Curia Diocesana. Capellán de las Fuerzas Armadas Policiales.
- 1964: párroco de San Rafael del Piñal.
- 1966: párroco de San Juan Bautista de Colón.
- 1967: notario de la Curia Diocesana y Actuario del Tribunal Eclesiástico.
- 1970: miembro del Consejo Presbiteral.
- 1976: canónigo del Cabildo Catedral.
- 1978: párroco interino de la parroquia de San Juan Bautista (La Ermita).
- 1984: director del Museo Diocesano Mons. Alejandro Fernández Feo.
- 1986: miembro principal del Consejo Fundacional de la Universidad Católica del Táchira.

Entre las actividades desarrolladas están la adquisición para la Diócesis de San Cristóbal de la Hacienda Betania (asiento de Centros Internacionales de Evangelización y Órdenes de Claustro), la construcción de la sede del Museo Diocesano y la adquisición de la Casa de Residencia de los Obispos Eméritos del Táchira.

### Labor Social
Promovió y coordinó esfuerzos en la fundación de la casa-hogar “Medarda Piñero”, institución administrada por la Sociedad San Vicente de Paúl. Gracias a su gestión la Sociedad Sam Vicente de Paúl logró adquirir las instalaciones para la sede de la casa-hogar. En la casa-hogar se da posada, alimento, asistencia espiritual, asistencia médica y libertad de acción a los pobres de San Cristóbal. 
Nelson Arellano Roa fue presidente de la Sociedad Bolivariana de Venezuela de San Cristóbal, presidente del Centro de Historia del Estado Táchira, miembro de la Asociación de Escritores de Táchira, miembro del Consejo Directivo de la Unión Católica Latinoamericana de Prensa (UCLAP), vicepresidente del Ateneo de Táchira, presidente de la Asociación Civil San Vicente de Paúl de San Cristóbal, director principal de la Cámara de Comercio del estado Táchira, miembro de la Asociación de Relacionistas de Venezuela y socio honorario del Rotary Club de San Cristóbal.

### Periodismo

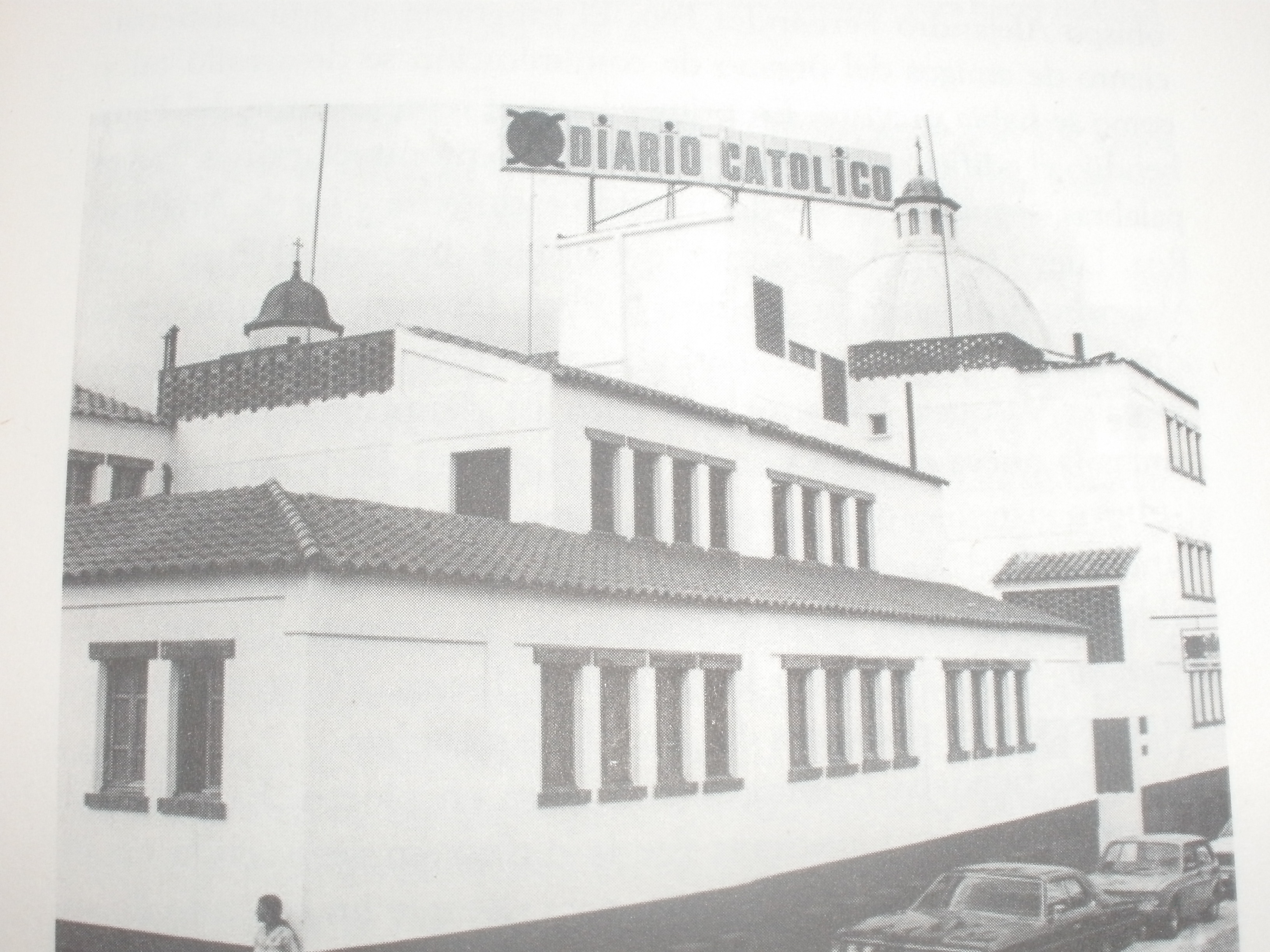
Sede del Diario Católico, San Cristóbal.

Nelson Arellano Roa fue designado director del Diario Católico en julio de 1967. Estuvo en el cargo hasta 2003. Le tocó construir una nueva sede, de cuatro plantas, para el periódico en la Carrera 4 con calle 3, detrás de la Catedral de San Cristóbal y del Palacio Episcopal. También adquirió equipos del sistema offsset, tecnología de vanguardia para la época.
En 1975, se hizo miembro del Colegio Nacional de Periodistas.
A través de su columna “Fotomensajes”, él difundió un mensaje de reflexión sobre los valores cristianos y animó a los lectores a no tener escusas para hacer el bien todos los días. Tuvo un programa de radio llamado “Un Momento con mi Pueblo” que era emitido los jueves por la estación Ecos del Torbes. En el programa radial trataba temas sociales, religiosos, biográficos y morales. Desde 1985, la misa dominical que celebraba se retransmitía en la noche por Radio Táchira.

### Ejército venezolano
Desde 1963 y hasta 1967 fue Capellán del B.I. Ricaurte N.º 11 y en noviembre de 1966 también fue Capellán de la Guarnición de Colón en el estado Táchira. El 29 de octubre de 1967 fue asimilado al grado de teniente en el Ejército de Venezuela, según la resolución E-0672. Ocupó el cargo de Capellán del C.A.R. Rangel N.º 1 con sede en Vega de Aza, estado Táchira, desde octubre de 1968. En 1970, ascendió al grado de capitán. En 1975, fue ascendido al grado de mayor. Fue Capellán del B.I. Carabobo N.º 41 desde marzo de 1976 y desde junio de 1972 fue Jefe de la sección de Capellanía de la Primera división de infantería del estado Táchira. En 1979, ascendió al grado de teniente coronel. En 1984, fue ascendido al grado de coronel. Fue Jefe de la sección de capellanía de la Segunda división de infantería desde julio de 1987 hasta su retiro en activo en julio de 1994.

### Muerte
Monseñor Nelson murió en el Hospital Militar de San Cristóbal el 6 de junio de 2003 a los 69 años. 

## Obras
- El día del Papa en la Catedral de San Cristóbal: elogio a Pablo VI, homilía del 30 de junio de 1970.
- El Sacramento de la Penitencia: conferencia dictada en mayo de 1971.
- Cuatricentenario de la Grita: abril de 1976.
- San Sebastián: protector de la ciudad de San Cristóbal: Fondo Editorial del estado Táchira, octubre de 1983.[4]
- Fotomensajes: diciembre de 1983.[4][5]
- Monseñor Alejandro Fernández Feo, Obispo Extraordinario: septiembre de 1987.
- Reflexiones Sagradas y Profanas: Banfoandes, 1993.[4]
- Testimonios Perennes: junio de 1996.[4]

## Premios y reconocimientos
- 1974: Condecoración de la "Orden Francisco de Miranda", en su Segunda Clase.[6]
- 2005: Orden "Honor al Mérito Bolivariano", In-memoriam